# Pulau-Pulau Ayu
Pulau-Pulau Ayu är öar i Indonesien.   De ligger i provinsen Papua Barat, i den östra delen av landet, 2 800 km öster om huvudstaden Jakarta.